# Kreuz Braunschweig-Süd
Het Kreuz Braunschweig-Süd is een knooppunt in de Duitse deelstaat Nedersaksen. Op dit klaverbladknooppunt  met rangeerbanen bij de stad Braunschweig sluit de A36 vanuit Vienenburg, (die van hier als B4 en B248 verdergaat Braunschweig in) aan op de A39 (Salzgitter-Wolfsburg).

## Geografie
Het knooppunt ligt in het stadsdeel Heidberg-Melverode in Braunschweig. Naburige stadsdelen zijn Westliches Ringgebiet en Südstadt-Rautheim-Mascherode. Het ligt ongeveer 4 km ten zuiden van het centrum van Braunschweig, ongeveer 7 km noorden van Wolfenbüttel en ongeveer 15 km ten noordoosten van Salzgitter. Direct ten westen van het knooppunt kruist de A39 de rivier de Oker.

## Rijstroken
Rijstrook
Nabij het knooppunt heeft de A39 naar het westen 2x3 rijstroken en naar oosten heeft de A39 net als de B4/B248/A36 richting Brauschweig 2x2 rijstroken. Alle verbindingsbogen hebben één rijstrook.

## Richtingen knooppunt
| Aansluitende wegen                                                  | Aansluitende wegen                                             | Aansluitende wegen                   | Aansluitende wegen | Aansluitende wegen |
| ------------------------------------------------------------------- | -------------------------------------------------------------- | ------------------------------------ | ------------------ | ------------------ |
|                                                                     |                                                                | L295 richting Braunschweig-Zentrum   |                    |                    |
|                                                                     |                                                                |                                      |                    |                    |
| richting Messegelände Salzgitter / Kassel Celle / Lüneburg Hannover | richting Braunschweig-Südstadt / -Rautheim Wolfsburg / Berlijn |                                      |                    |                    |
|                                                                     |                                                                |                                      |                    |                    |
|                                                                     |                                                                | richting Wolfenbüttel / Bad Harzburg |                    |                    |